# Ітурея

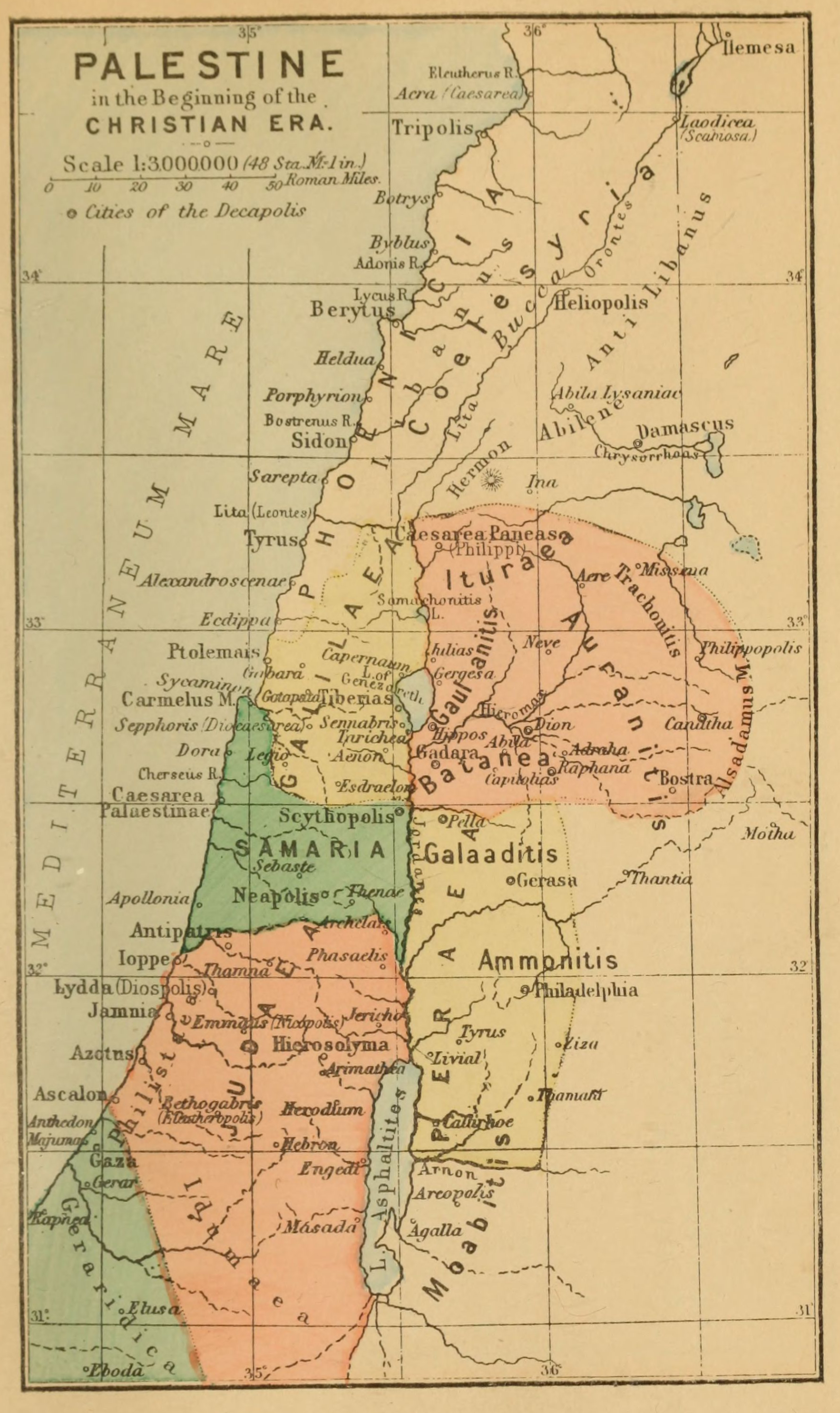

Ітуре́я (грец. Ἰτουραία, лат. Ituraea) — історична область на півдні сучасного Лівану на північний схід від Галілеї.

## Короткий опис
Згадана в Біблії, як територія якою правив син Ірода Філіп (Лк 3:1). Згадки про Ітурею є також у Талмуді. Свідчення про історію Ітуреї можна знайти у працях Страбона, Тацита, Плінія Старшого, Йосипа Флавія, Євсевія Кесарійського та інших давніх авторів.
У давнину Ітурею населяли кочові арабські або арамейські племена. Вони були підкорені юдейським царем Александром Яннаєм та навернені в юдаїзм.
Локалізація Ітуреї в районі Ліванського хребта підтверджена написами 6 року нової ери, в яких Квіріній Емілій Секунд доповідає про те, що його було послано Квірінієм у похід проти ітурейців, що мешкають в Ліванських горах. 38 року римський імператор Калігула подарував Ітурею якомусь Согемусу, якого Діон Кассій і Тацит називають «царем ітурейців.» Після смерті Согемуса в 49 році, за свідченням Тацита, його царство було приєднане до римської провінції Сирія. Відтоді серед ітурейців набирали солдатів для допоміжних військ римської армії. Збереглися епіграфічні свідчення про перебування ітурейського крила та ітурейської когорти в Германії.